# Rapporto su Auschwitz
Rapporto su Auschwitz è un saggio di Primo Levi e Leonardo De Benedetti pubblicato nel 2006. Il saggio racconta le condizioni sanitarie dei campi di concentramento.
Mentre Levi si trovava nel campo di detenzione sovietico a Katowice nel 1945, i militari sovietici chiesero a Levi e de Benedetti, suo compagno di prigionia, di documentare le condizioni sanitarie del Lager.
De Benedetti era un medico, che ha lavorato anche nel campo. La sua sopravvivenza fu miracolosa: è arrivato dal campo all'età di 40 anni, poiché all'età di 30 anni gli ebrei venivano inviati direttamente alle camere a gas all'arrivo.
Gran parte del rapporto descrive le strutture sanitarie. I trattamenti erano rudimentali, la medicina scarseggiava e l'abilità delle infermiere era minima. Le normali pratiche igieniche erano assenti. L'ospedale venne costruito solo pochi mesi prima dell'arrivo di Levi; in precedenza non vi era alcun trattamento medico. I detenuti malati hanno lavorato fino allo sfinimento, a quel punto venivano frustati e picchiati.
Il libro termina con due avvisi necrologici scritti da Levi su de Benedetti.